# Temporada 1987-1988 de la UE Figueres
La segona temporada de la UE Figueres a Segona Divisió A va arrencar el 23 de juliol de 1987, amb l'inici dels entrenaments de pretemporada, a l'antic Camp del Far. A la Copa del Rei, l'equip arribà fins als setzens de final, on perdé contra el CE Sabadell a la tanda de penals en el partit de tornada. A la lliga, l'equip acabà classificat en una còmoda 7a posició, amb 42 punts, a només 3 punts de la promoció d'ascens a Primera Divisió.

## Fets destacats
1987
- 29 de juliol: el Figueres disputa el primer partit amistós de la pretemporada, al camp del CE Fortià, amb victòria per 0 gols a 13.[4]
- 15 d'agost: partit amistós de presentació del Figueres a l'Estadi Municipal de Vilatenim contra l'Internacional de Porto Alegre, amb derrota per 1 gol a 2.[5]
- 29 d'agost: primera jornada de lliga, al Municipal de Vilatenim, amb triomf per 2 gols a 1 contra el Real Burgos.[6]
- 2 de desembre: el Figueres cau eliminat de la Copa del Rei a la tornada dels setzens de final contra el CE Sabadell a la Nova Creu Alta a la tanda de penals.[2]

1988
- 22 de maig: última jornada de lliga, al Municipal de Vilatenim, amb victòria per 1 gol a 0 del Figueres davant del CD Málaga.[7] L'equip acaba classificat en 7a posició, amb 42 punts: 14 victòries, 14 empats i 10 derrotes, 44 gols a favor i 36 en contra; continua un any més a Segona Divisió A.[3]

## Plantilla
| Núm. | Pos. |                     | Jugador                                       | Procedència            | Temporada |
| ---- | ---- | ------------------- | --------------------------------------------- | ---------------------- | --------- |
|      | POR  | Catalunya           | Francesc Boix Cubiña (Boix)                   | CD Banyoles            | 1978-1979 |
|      | POR  | Catalunya           | Joaquim Ferrer Sala (Ferrer)                  | Real Murcia CF         | 1986-1987 |
|      | POR  | Catalunya           | Josep Maria Soldevila Teixidor (Soldevila)    | CD Banyoles            | 1986-1987 |
|      | DEF  | Catalunya           | Pere Gratacós Boix (Gratacós)                 | CA Osasuna             | 1985-1986 |
|      | DEF  | Catalunya           | Francesc Guitart Sáez (Guitart)               | CE Sabadell FC         | 1985-1986 |
|      | DEF  | Catalunya           | Arturo Pérez Medina (Pérez)                   | CF Lloret              | 1985-1986 |
|      | DEF  | País Basc           | Patxi Bolaños Carcelén (Bolaños)              | Cadis CF               | 1986-1987 |
|      | DEF  | Catalunya           | Jordi Codina Güell (Russet)                   | CD Banyoles            | 1986-1987 |
|      | DEF  | Catalunya           | Albert Valentín Escolano (Valentín)           | FC Barcelona B         | 1986-1987 |
|      | DEF  | Andalusia           | Francisco Valor Medina (Valor)                | FC Andorra             | 1986-1987 |
|      | DEF  | Castella i Lleó     | Froilán Maldonado Monje (Maldonado)           | Deportivo de La Coruña | 1987-1988 |
|      | MIG  | Catalunya           | Josep Duran Pagès (Duran)                     | Girona FC              | 1977-1978 |
|      | MIG  | Andalusia           | Francisco Martínez Díaz (Martínez)            | Real Murcia CF         | 1985-1986 |
|      | MIG  | Brasil              | Luis Miguel Berenguel González (Brasi)        | Real Murcia CF         | 1987-1988 |
|      | MIG  | Sèrbia              | Dragan Bošnjak (Bošnjak)                      | Dinamo de Zagreb       | 1987-1988 |
|      | MIG  | Catalunya           | Juan Pedro Casals Sorribas (Casals)           | FC Barcelona B         | 1987-1988 |
|      | MIG  | Alemanya            | Jurgen Villi Muller (Muller)                  | Royal Antwerp FC       | 1987-1988 |
|      | MIG  | Brasil              | Hamilton Soares de Carvalho Júnior (Hamilton) | AD Cabofriense         | 1987-1988 |
|      | MIG  | Catalunya           | Juan José Requena Cervera (Requena)           | CD Blanes              | 1987-1988 |
|      | DAV  | Comunitat de Madrid | Antonio Cuevas Escribano (Cuevas)             | Atlético de Madrid B   | 1985-1986 |
|      | DAV  | Catalunya           | Esteve Corominas Franch (Corominas)           | CD Banyoles            | 1985-1986 |
|      | DAV  | Catalunya           | Antonio Cañizares Bernal (Cañizares)          | UD Salamanca           | 1986-1987 |
|      | DAV  | Catalunya           | Albert Forcadell Martí (Forcadell)            | RCD Espanyol           | 1986-1987 |
|      | DAV  | País Basc           | Juan Antonio Mentxaka Lorente (Mentxaka)      | RCD Espanyol           | 1986-1987 |
|      | DAV  | Comunitat de Madrid | Pedro Valdominos Horche (Valdominos)          | Reial Betis            | 1986-1987 |
|      | DAV  | País Valencià       | Jesús Vicente García Pitarch (Suso)           | RCD Espanyol           | 1987-1988 |

Llegenda:  ·   Capità  ·   Juvenil  ·   Lesionat  ·   Altes  ·   Passaport europeu  ·   Extracomunitari  ·   Extracomunitari sense restricció
Altres jugadors utilitzats a la pretemporada: José Luis Muñoz Rodríguez (CD Blanes)
| Baixes                       | Destinació  |
| Néstor Alfredo Alfonso       |             |
| Francisco Javier Bayona Ruiz | Girona FC   |
| Josep Boada Vidal            | Palamós CF  |
| Ricardo Gallo Ramalho        |             |
| Emili Giralt Castellà        | CD Banyoles |
| Manel Valle Estefanell       | Palamós CF  |

## Resultats
| Amistosos |

| 29 juliol 1987 | CE Fortià | 0 – 13                     | UE Figueres | Fortià                     |  |
|                |           | El Mundo Deportivo El Punt | 1' Muñoz · 18' 23' Martínez · 43' Corominas · 48' 77' 83' Forcadell · 56' Mentxaka · 80' Duran · 81' 87' Valdominos · 86' Bolaños · 89' Cañizares | Camp de futbol municipal · |  |

| 5 agost 1987 | CE Cristinenc          | 2 – 3                      | UE Figueres                              | Santa Cristina d'Aro                |  |
|              | Quico 20' · Morata 65' | El Mundo Deportivo El Punt | 14' Corominas · 39' Mentxaka · 88' Muñoz | Camp de futbol municipal · Téllez · |  |

| 7 agost 1987                    | Girona FC               | 2 – 1                   | UE Figueres       | Girona                                                                |  |
| 21:15 XVIII Torneig Costa Brava | Bayona 22' · Cristo 44' | Mundo Deportivo El Punt | 38' (p.) Martínez | Estadi Municipal de Montilivi · 4.500 espectadors · Rafael Aparicio · |  |

| 11 agost 1987                             | UE Olot | 0 – 2                   | UE Figueres                   | Banyoles                                                                 |  |
| 23:00 XIX Torneig de l'Estany - Semifinal |         | Mundo Deportivo El Punt | 9' Cañizares · 86' (p.) Duran | Nou Municipal de Banyoles · 2.500 espectadors · Javier Galiano Lentijo · |  |

| 13 agost 1987                         | CD Banyoles | 0 – 1                   | UE Figueres | Banyoles                                                              |  |
| 23:00 XIX Torneig de l'Estany - Final |             | Mundo Deportivo El Punt | 32' Brasi   | Nou Municipal de Banyoles · 4.000 espectadors · Pere Estudillo Güil · |  |

| 15 agost 1987                            | UE Figueres       | 1 – 2                   | Internacional de Porto Alegre | Figueres                                                           |  |
| 20:00 Amistós de presentació a Vilatenim | Martínez 30' (p.) | Mundo Deportivo El Punt | 46' Mattos · 69' Amarildo     | Municipal de Vilatenim · 3.500 espectadors · Pere Estudillo Güil · |  |

| 17 agost 1987 | Palamós CF | 1 – 1                   | UE Figueres  | Palamós                                             |  |
|               | Condom 14' | Mundo Deportivo El Punt | 86' Gratacós | Camp municipal de futbol · Javier Galiano Lentijo · |  |

| 22 agost 1987 | UE Figueres | 0 – 1           | FC Barcelona    | Figueres                                                            |  |
| 21:15         |             | Mundo Deportivo | 83' López López | Municipal de Vilatenim · 9.000 espectadors · Sergi Albert Jiménez · |  |

| Copa del Rei |

| 7 octubre 1987   | Albacete Balompié | 0 – 3           | UE Figueres                             | Albacete                                             |  |
| 3a ronda - Anada |                   | Mundo Deportivo | 27' Russet · 60' Cuevas · 73' Forcadell | Estadi Carlos Belmonte · Francisco Martínez Guirao · |  |

| 21 octubre 1987    | UE Figueres       | 2 – 2           | Albacete Balompié      | Figueres                                                                 |  |
| 3a ronda - Tornada | Forcadell 80' 90' | Mundo Deportivo | 19' Ortiz · 49' Hernán | Municipal de Vilatenim · 3.000 espectadors · Martín José Ferrer Andión · |  |

| 11 novembre 1987         | UE Figueres    | 1 – 0           | CE Sabadell FC | Figueres                                                              |  |
| Setzens de final - Anada | Forcadell 69'} | Mundo Deportivo |                | Municipal de Vilatenim · 8.000 espectadors · Joaquín Urío Velázquez · |  |

| 2 desembre 1987                      | CE Sabadell FC                       | 1 – 0 (pp.)             | UE Figueres                          | Sabadell                                                   |                                      |
| Setzens de final - Tornada           | Lino 63'}                            | Mundo Deportivo El Punt |                                      | Nova Creu Alta · 8.000 espectadors · Juan Peraita Ibáñez · |                                      |
|                                      |                                      | Tanda de penals         |                                      |                                                            |                                      |
| Rubio · Alonso · Maestre · Villaroya | Rubio · Alonso · Maestre · Villaroya | 4 – 2                   | Duran · Forcadell · Valentín · Pérez | Duran · Forcadell · Valentín · Pérez                       | Duran · Forcadell · Valentín · Pérez |

| Segona Divisió A |

| 29 agost 1987 | UE Figueres               | 2 – 1           | Real Burgos | Figueres                                                                             |  |
| Jornada 1     | Forcadell 8' · Muller 53' | Mundo Deportivo | 35' Mata    | Municipal de Vilatenim · 5.000 espectadors · Víctor Martínez de la Fuente Iturrate · |  |

| 6 setembre 1987 | Racing de Santander | 0 – 0           | UE Figueres | Santander                                                             |  |
| Jornada 2       |                     | Mundo Deportivo |             | Estadi El Sardinero · 5.000 espectadors · Martín José Ferrer Andión · |  |

| 13 setembre 1987 | UE Figueres | 0 – 0           | FC Barcelona B | Figueres                                                               |  |
| Jornada 3        |             | Mundo Deportivo |                | Municipal de Vilatenim · 6.000 espectadors · Fernando Tresaco Gracia · |  |

| 19 setembre 1987 | CE Castelló                  | 3 – 1           | UE Figueres    | Castelló de la Plana                                      |  |
| Jornada 4        | Porras 6' · Martínez 56' 89' | Mundo Deportivo | Valor 20' (p.) | Nou Castàlia · 8.000 espectadors · Antonio Flores Muñoz · |  |

| 27 setembre 1987 | UE Figueres | 1 – 0           | Bilbao Athletic | Figueres                                                                |  |
| Jornada 5        | Cuevas 61'  | Mundo Deportivo |                 | Municipal de Vilatenim · 5.000 espectadors · Emilio Fernández Terente · |  |

| 4 octubre 1987 | Sestao SC | 0 – 0           | UE Figueres | Sestao                                                    |  |
| Jornada 6      |           | Mundo Deportivo |             | Las Llanas · 4.000 espectadors · Fernando Sosa Saavedra · |  |

| 18 octubre 1987 | UE Figueres   | 1 – 0           | Recreativo de Huelva | Figueres                                                                   |  |
| Jornada 7       | Corominas 92' | Mundo Deportivo |                      | Municipal de Vilatenim · 6.000 espectadors · Juan Luis Garagorri Lángara · |  |

| 25 octubre 1987 | Xerez CD | 0 – 1           | UE Figueres | Jerez de la Frontera                                           |  |
| Jornada 8       |          | Mundo Deportivo | Muller 30'  | Estadi Domecq · 6.000 espectadors · Agustín Estremo Coscolín · |  |

| 1 novembre 1987 | UE Figueres                                | 3 – 0           | Hèrcules CF | Figueres                                                             |  |
| Jornada 9       | Forcadell 8' · Valdominos 48' · Cuevas 54' | Mundo Deportivo |             | Municipal de Vilatenim · 6.000 espectadors · Alfonso Pino Zamorano · |  |

| 8 novembre 1987 | Granada CF | 0 – 2           | UE Figueres                 | Granada                                                                       |  |
| Jornada 10      |            | Mundo Deportivo | Valor 46' (p.) · Cuevas 66' | Estadio de Los Cármenes · 16.000 espectadors · Teodosio Hernández Velázquez · |  |

| 22 novembre 1987 | UE Figueres            | 2 – 1           | Deportivo de La Coruña | Figueres                                                                 |  |
| Jornada 11       | Cuevas 24' · Duran 53' | Mundo Deportivo | 61' Celeiro            | Municipal de Vilatenim · 5.000 espectadors · Antonio Jesús López Nieto · |  |

| 29 novembre 1987 | Rayo Vallecano                        | 3 – 1           | UE Figueres    | Madrid                                                           |  |
| Jornada 12       | Soto 17' 45' (p.) · Russet 19' (p.p.) | Mundo Deportivo | 67' Valdominos | Estadi Teresa Rivero · 12.000 espectadors · José Gómez Ramírez · |  |

| 6 desembre 1987 | CD Tenerife | 1 – 1           | UE Figueres    | Tenerife                                                                          |  |
| Jornada 13      | Rommel 81'  | Mundo Deportivo | 71' Valdominos | Estadi Heliodoro Rodríguez López · 4.000 espectadors · José Luis Díaz Rodríguez · |  |

| 13 desembre 1987 | UE Figueres                                                   | 6 – 2           | Cartagena FC        | Figueres                                                                 |  |
| Jornada 14       | Valdominos 8' 71' · Cuevas 15' 43' · Brasi 65' · Mentxaka 87' | Mundo Deportivo | 75' 76' (p.) Santís | Municipal de Vilatenim · 4.000 espectadors · José Ignacio Bueno Grimal · |  |

| 19 desembre 1987 | UE Lleida                                      | 3 – 0           | UE Figueres | Lleida                                                       |  |
| Jornada 15       | Planelles 13' (p.) · Palau 58' · Marcelino 82' | Mundo Deportivo |             | Camp d'Esports · 5.000 espectadors · Amador García Delgado · |  |

| 3 gener 1988 | UE Figueres   | 1 – 1           | Reial Madrid B | Figueres                                                                      |  |
| Jornada 16   | Valor 4' (p.) | Mundo Deportivo | 34' Vílchez    | Municipal de Vilatenim · 7.000 espectadors · José Antonio Delgado Santacruz · |  |

| 10 gener 1988 | Reial Oviedo | 1 – 0           | UE Figueres | Oviedo                                                          |  |
| Jornada 17    | Julià 71'    | Mundo Deportivo |             | Estadi Carlos Tartiere · 20.000 espectadors · José Díez Frías · |  |

| 17 gener 1988 | UE Figueres          | 1 – 1           | Elx CF     | Figueres                                                            |  |
| Jornada 18    | Benito S. 40' (p.p.) | Mundo Deportivo | 68' Bračun | Municipal de Vilatenim · 6.000 espectadors · Eduardo Villena Peña · |  |

| 24 gener 1988 | CD Málaga    | 1 – 0           | UE Figueres | Màlaga                                                  |  |
| Jornada 19    | Husillos 69' | Mundo Deportivo |             | La Rosaleda · 15.000 espectadors · Jorge Gómez Barril · |  |

| 31 gener 1988 | Real Burgos | 1 – 1           | UE Figueres  | Burgos                                                                        |  |
| Jornada 20    | Petrov 41'  | Mundo Deportivo | 49' Mentxaka | Estadi Municipal d'El Plantío · 6.000 espectadors · Rafael Moreda Alejandre · |  |

| 7 febrer 1988 | UE Figueres               | 2 – 0           | Racing de Santander | Figueres                                                            |  |
| Jornada 21    | Mentxaka 43' · Cuevas 65' | Mundo Deportivo |                     | Municipal de Vilatenim · 5.000 espectadors · Juan Ansuategui Roca · |  |

| 10 febrer 1988 | FC Barcelona B | 1 – 0           | UE Figueres | Barcelona                                                            |  |
| Jornada 22     | Milla 37'      | Mundo Deportivo |             | Miniestadi · 6.000 espectadors · Francisco Antonio Renedo Montalvo · |  |

| 14 febrer 1988 | UE Figueres | 0 – 0           | CE Castelló | Figueres                                                       |  |
| Jornada 23     |             | Mundo Deportivo |             | Municipal de Vilatenim · 6.000 espectadors · José Díez Frías · |  |

| 21 febrer 1988 | Bilbao Athletic   | 1 – 1           | UE Figueres   | Bilbao                                               |  |
| Jornada 24     | Garitano 43' (p.) | Mundo Deportivo | Forcadell 77' | San Mamés · 6.000 espectadors · Alonso Gómez López · |  |

| 28 febrer 1988 | UE Figueres                | 3 – 0           | Sestao SC | Figueres                                                            |  |
| Jornada 25     | Suso 9' 89' · Mentxaka 18' | Mundo Deportivo |           | Municipal de Vilatenim · 5.000 espectadors · Antonio Flores Muñoz · |  |

| 6 març 1988 | Recreativo de Huelva | 1 – 0           | UE Figueres | Huelva                                                         |  |
| Jornada 26  | Belanche 88'         | Mundo Deportivo |             | Estadi de Colombino · 6.000 espectadors · Jorge Gómez Barril · |  |

| 9 març 1988 | UE Figueres   | 1 – 1           | Xerez CD | Figueres                                                                 |  |
| Jornada 27  | Corominas 20' | Mundo Deportivo | 72' Boro | Municipal de Vilatenim · 2.500 espectadors · Carlos Filgueira González · |  |

| 13 març 1988 | Hèrcules CF                                  | 4 – 2           | UE Figueres                        | Alacant                                                            |  |
| Jornada 28   | Álvarez II 3' 33' · Corchado 81' · Paños 92' | Mundo Deportivo | Valor 15' · Villaescusa 26' (p.p.) | Estadi José Rico Pérez · 15.000 espectadors · José Gómez Ramírez · |  |

| 20 març 1988 | UE Figueres  | 1 – 0           | Granada CF | Figueres                                                                 |  |
| Jornada 29   | Hamilton 84' | Mundo Deportivo |            | Municipal de Vilatenim · 6.000 espectadors · Francisco Martínez Guirao · |  |

| 27 març 1988 | Deportivo de La Coruña | 2 – 1           | UE Figueres    | La Corunya                                                |  |
| Jornada 30   | Donowa 33' · Gil 63'   | Mundo Deportivo | 67' (p.) Valor | Estadi de Riazor · 7.000 espectadors · José Miró Pastor · |  |

| 3 abril 1988 | UE Figueres | 1 – 1           | Rayo Vallecano   | Figueres                                                                |  |
| Jornada 31   | Suso 1'     | Mundo Deportivo | 26' (p.p.) Pérez | Municipal de Vilatenim · 3.000 espectadors · Agustín Estremo Coscolín · |  |

| 10 abril 1988 | UE Figueres              | 2 – 1           | CD Tenerife | Figueres                                                            |  |
| Jornada 32    | Suso 54' · Forcadell 63' | Mundo Deportivo | 34' Guina   | Municipal de Vilatenim · 4.500 espectadors · Miguel Yébenes López · |  |

| 17 abril 1988 | Cartagena FC | 0 – 1           | UE Figueres   | Cartagena                                                               |  |
| Jornada 33    |              | Mundo Deportivo | 57' Forcadell | Estadi Cartagonova · 4.000 espectadors · Severo Javier González Lecue · |  |

| 23 abril 1988 | UE Figueres | 1 – 2           | UE Lleida               | Figueres                                                                  |  |
| Jornada 34    | Valor 88'   | Mundo Deportivo | 64' Glaría · 89' Luengo | Municipal de Vilatenim · 4.000 espectadors · José Antonio García Prieto · |  |

| 30 abril 1988 | Reial Madrid B | 0 – 0           | UE Figueres | Madrid                                                                  |  |
| Jornada 35    |                | Mundo Deportivo |             | Estadi Santiago Bernabéu · 7.000 espectadors · Federico Pérez Gallego · |  |

| 8 maig 1988 | UE Figueres  | 2 – 2           | Reial Oviedo           | Figueres                                                                |  |
| Jornada 36  | Suso 28' 86' | Mundo Deportivo | Sañudo 10' · Muñoz 74' | Municipal de Vilatenim · 4.000 espectadors · José Luis Díaz Rodríguez · |  |

| 15 maig 1988 | Elx CF       | 1 – 1           | UE Figueres | Elx                                                                         |  |
| Jornada 37   | Barragán 80' | Mundo Deportivo | 64' Suso    | Estadi Martínez Valero · 25.000 espectadors · José Antonio Doménech Riera · |  |

| 22 maig 1988 | UE Figueres    | 1 – 0           | CD Málaga | Figueres                                                                  |  |
| Jornada 38   | Valor 52' (p.) | Mundo Deportivo |           | Municipal de Vilatenim · 5.000 espectadors · Francisco Ceballos Borrego · |  |

## Classificació
| Pos. | Equip                  | J  | G  | E  | P  | GF | GC | DG  | pts. |
| --- | ---------------------- | -- | -- | -- | -- | -- | -- | --- | ---- |
| 1r | CD Málaga              | 38 | 22 | 10 | 6  | 74 | 39 | +35 | 54   |
| 2n | Elx CF                 | 38 | 21 | 8  | 9  | 62 | 34 | +28 | 50   |
| 3r | Reial Madrid B         | 38 | 18 | 12 | 8  | 58 | 42 | +16 | 48   |
| 4t | Reial Oviedo           | 38 | 19 | 7  | 12 | 58 | 37 | +21 | 45   |
| 5è | Rayo Vallecano         | 38 | 18 | 9  | 11 | 58 | 47 | +11 | 45   |
| 6è | UE Lleida              | 38 | 15 | 12 | 11 | 53 | 37 | +16 | 42   |
| 7è | UE Figueres            | 38 | 14 | 14 | 10 | 44 | 36 | +8  | 42   |
| 8è | FC Barcelona B         | 38 | 14 | 13 | 11 | 52 | 47 | +5  | 41   |
| 9è | Xerez CD               | 38 | 17 | 7  | 14 | 49 | 37 | +12 | 41   |
| 10è | Sestao SC              | 38 | 15 | 7  | 16 | 42 | 45 | -3  | 37   |
| 11è | CE Castelló            | 38 | 12 | 13 | 13 | 34 | 45 | -11 | 37   |
| 12è | CD Tenerife            | 38 | 13 | 10 | 15 | 48 | 57 | -9  | 36   |
| 13è | Real Burgos            | 38 | 11 | 12 | 15 | 34 | 50 | -14 | 36   |
| 14è | Racing de Santander    | 38 | 11 | 11 | 16 | 35 | 47 | -13 | 33   |
| 15è | Recreativo de Huelva   | 38 | 12 | 9  | 17 | 55 | 71 | -16 | 33   |
| 16è | Deportivo de La Coruña | 38 | 8  | 15 | 15 | 35 | 47 | -12 | 31   |
| 17è | Bilbao Athletic        | 38 | 11 | 9  | 18 | 44 | 53 | -9  | 31   |
| 18è | Hèrcules CF            | 38 | 10 | 9  | 19 | 46 | 56 | -10 | 29   |
| 19è | Granada CF             | 38 | 8  | 11 | 19 | 36 | 46 | -10 | 27   |
| 20è | Cartagena FC           | 38 | 8  | 8  | 22 | 35 | 79 | -44 | 24   |
| En verd, els equips que ascendiren a Primera Divisió, en groc, els equips que disputaren la fase de promoció a Primera Divisió, i en vermell, els que descendiren a Segona B. |                        |    |    |    |    |    |    |     |      |

## Estadístiques individuals
| Jugador                              | P. | T. | S. | M.   | G. | TG | TV |
| ------------------------------------ | -- | -- | -- | ---- | -- | -- | -- |
| Joaquim Ferrer Sala                  | 27 | 27 | 0  | 2430 | 0  | 0  | 0  |
| Francesc Boix Cubiña                 | 3  | 3  | 0  | 270  | 0  | 1  | 0  |
| Josep Maria Soldevila Teixidor       | 8  | 8  | 0  | 720  | 0  | 0  | 0  |
| Jordi Codina Güell Russet            | 15 | 13 | 2  | 1188 | 0  | 2  | 0  |
| Froilán Maldonado Monje              | 32 | 32 | 0  | 2810 | 0  | 5  | 0  |
| Francisco Valor Medina               | 31 | 29 | 2  | 2585 | 7  | 5  | 2  |
| Albert Valentín Escolano             | 22 | 15 | 7  | 1442 | 0  | 3  | 0  |
| Francesc Guitart Sáez                | 7  | 6  | 1  | 479  | 0  | 3  | 0  |
| Arturo Pérez Medina                  | 12 | 10 | 2  | 916  | 0  | 1  | 0  |
| Pere Gratacós Boix                   | 18 | 14 | 4  | 1277 | 0  | 2  | 0  |
| Patxi Bolaños Carcelén               | 35 | 35 | 0  | 3150 | 0  | 6  | 0  |
| Dragan Bošnjak                       | 0  | 0  | 0  | 0    | 0  | 0  | 0  |
| Hamilton Soares de Carvalho Júnior   | 7  | 4  | 3  | 410  | 1  | 1  | 1  |
| Francisco Martínez Díaz              | 15 | 13 | 2  | 1007 | 0  | 1  | 0  |
| Juan Pedro Casals Sorribas           | 0  | 0  | 0  | 0    | 0  | 0  | 0  |
| Jurgen Villi Muller                  | 19 | 15 | 4  | 1339 | 2  | 3  | 1  |
| Juan José Requena Cervera            | 18 | 14 | 4  | 1278 | 0  | 1  | 0  |
| Luis Miguel Berenguel González Brasi | 34 | 32 | 2  | 2896 | 1  | 7  | 0  |
| Josep Duran Pagès                    | 36 | 36 | 0  | 3181 | 1  | 4  | 3  |
| Esteve Corominas Franch              | 22 | 8  | 14 | 888  | 2  | 1  | 0  |
| Antonio Cuevas Escribano             | 17 | 14 | 3  | 1245 | 7  | 1  | 0  |
| Albert Forcadell Martí               | 24 | 20 | 4  | 1720 | 5  | 1  | 0  |
| Pedro Valdominos Horche              | 23 | 22 | 1  | 1909 | 5  | 6  | 1  |
| Juan Antonio Mentxaka Lorente        | 34 | 31 | 3  | 2752 | 4  | 7  | 0  |
| Antonio Cañizares Bernal             | 2  | 2  | 0  | 169  | 0  | 0  | 0  |
| Jesús Vicente García Pitarch Suso    | 18 | 15 | 3  | 1380 | 7  | 2  | 0  |